# Cotorreta de set colors
La cotorreta de set colors (Touit batavicus) és una espècie d'ocell de la família dels psitàcids.

## Descripció
- Aquest ocell fa aproximadament 14 cm de llargària.
- Com indica el seu nom, té un plomatge molt acolorit, amb el capell groc verdós, pit gris blau, abdomen verd clar, dors verd fosc amb ratlles negres, ales marrons porpra amb una barra groga, i cua violeta amb la punta negra.
- No presenten dimorfisme sexual.[2]

## Hàbitat i distribució
Habita els boscos de les terres baixes de l'oest, nord i sud-est de Veneçuela, Trinitat i Tobago, Guyana, Surinam i Guaiana Francesa.